# Montfa (Tarn)
Montfa ist eine südfranzösische Gemeinde mit 468 Einwohnern (Stand: 1. Januar 2022) im Département Tarn in der Region Okzitanien. Burlats gehört zum Arrondissement Castres und ist Teil des Kantons Castres-2 (bis 2015: Kanton Roquecourbe).

## Geographie
Montfa liegt im Haut-Languedoc, etwa 64 Kilometer ostnordöstlich von Toulouse und etwa zehn Kilometer nördlich von Castres. Hier entspringt der Fluss Bagas, sein Nebenfluss Poulobre begrenzt die Gemeinde im Süden. Umgeben wird Montfa von den Nachbargemeinden Montredon-Labessonnié im Norden und Osten, Saint-Jean-de-Vals im Osten und Südosten, Saint-Germier im Süden, Montpinier im Südwesten, Peyregoux im Westen sowie Vénès im Nordwesten.

## Bevölkerungsentwicklung
| Jahr                      | 1962 | 1968 | 1975 | 1982 | 1990 | 1999 | 2006 | 2012 |
| Einwohner                 | 258  | 239  | 228  | 251  | 278  | 283  | 333  | 437  |
| Quelle: Cassini und INSEE |      |      |      |      |      |      |      |      |

## Sehenswürdigkeiten
- Kapelle Saint-Eugène aus dem Jahre 1525
- Schloss Toulouse-Lautrec